# Ligny-sur-Canche
 Ligny-sur-Canche   ist eine französische Gemeinde mit 188 Einwohnern (Stand 1. Januar 2022) im Département Pas-de-Calais in der Region Hauts-de-France. Sie gehört zum Arrondissement Arras und zum Kanton Saint-Pol-sur-Ternoise.

## Lage
Ligny-sur-Canche liegt im Süden des Artois am Fluss Canche, 30 Kilometer westlich von Arras und 36 Kilometer nordöstlich von Abbeville. Nachbargemeinden von Ligny-sur-Canche sind Nuncq-Hautecôte im Nordosten, Frévent im Südosten, Bonnières im Süden, Fortel-en-Artois im Südwesten sowie Boubers-sur-Canche im Nordwesten. Im Norden der Gemeinde Ligny-sur-Canche steht ein Windpark mit vier Windkraftanlagen.

## Bevölkerungsentwicklung
| Jahr                       | 1962 | 1968 | 1975 | 1982 | 1990 | 1999 | 2006 | 2012 | 2022 |
| Einwohner                  | 249  | 229  | 219  | 187  | 197  | 205  | 200  | 187  | 188  |
| Quellen: Cassini und INSEE |      |      |      |      |      |      |      |      |      |

## Sehenswürdigkeiten

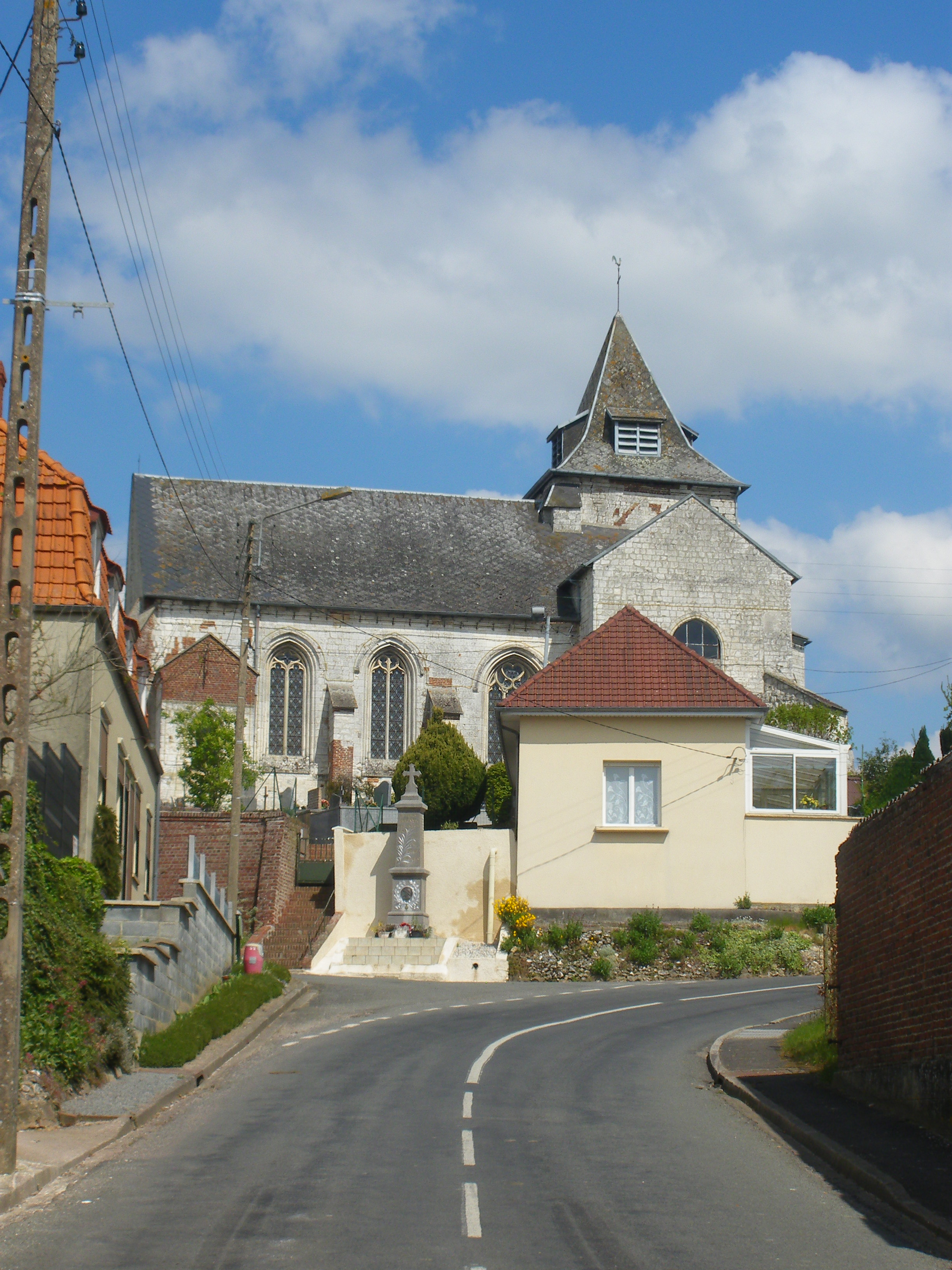
Kirche Saint-Modeste

- Kirche Saint-Modeste